# بازیل اسپلدینگ ده گارمندیا
 بازیل اسپلدینگ ده گارمندیا (انگلیسی: Basil Spalding de Garmendia؛ ۲۸ فوریهٔ ۱۸۶۰ – ۹ نوامبر ۱۹۳۲) یک تنیس‌باز اهل ایالات متحده آمریکا بود.